# Estação Ministro Carranza
A Estação Ministro Carranza é uma das estações do Metro de Buenos Aires, situada em Buenos Aires, entre a Estação Palermo e a Estação Olleros. Faz parte da Linha D.
Foi inaugurada em 01 de dezembro de 1993. Localiza-se no cruzamento da Avenida Cabildo com a Avenida Dorrego. Atende o bairro de Palermo.